# Tuchulcha
Tuchulcha (etr. tuχulχa) ist in der etruskischen Mythologie ein Dämon der Unterwelt meist männlichen Geschlechts. Die Bezeichnung wird in der Überlieferung jedoch auch als Gattungsbezeichnung genutzt, womit Schwankungen der Geschlechtlichkeit des Dämons in der Darstellung einhergehen; hierin gleicht die Verwendung derjenigen des ebenfalls etruskischen Unterweltdämons Charun. Eine Darstellung des Dämons findet sich in der Tomba dell’Orco in Tarquinia sowie auf einem faliskischen Stamnos (4. Jahrhundert v. Chr.).

## Darstellung

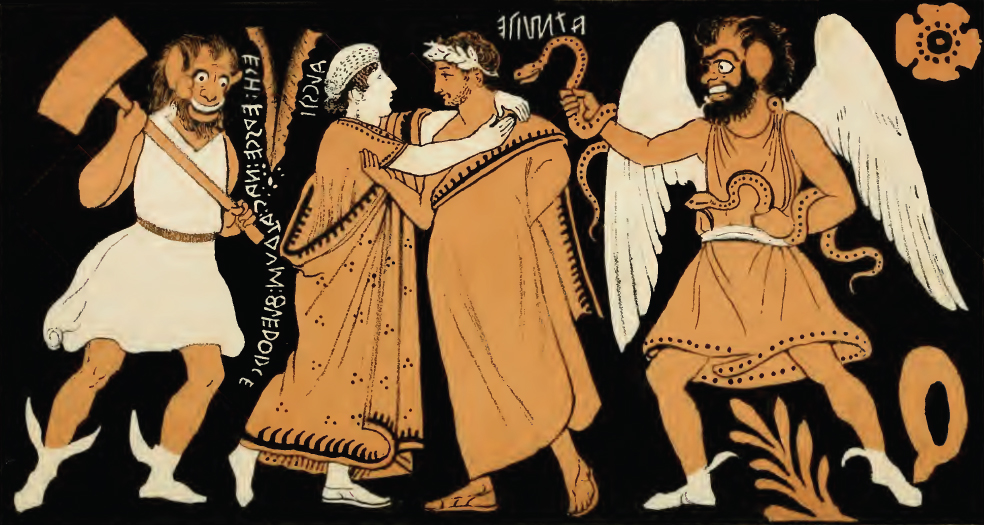
Rotfigurige Amphore aus Vulci. Der Tuchulcha befindet sich, zwei Schlangen um die Arme gewunden, auf der rechten Seite.

Die klassische Darstellung zeigt den Dämon mit wildem Haar, aus dem sich Schlangen herausringeln; die Arme sind ebenfalls von Schlangen umwunden. Der Dämon weist weitere tierische Merkmale wie spitze Ohren und eine an einen Geierschnabel erinnernde Nase auf, kann jedoch auch „fast affenschnäuzig (prognath) [.] wie Charun“ auftreten. Der Dämon tritt geflügelt wie ungeflügelt auf. Wie schon angedeutet kann das Geschlecht des Dämons variieren; damit einhergehend kann sich auch die farbliche Gestaltung des Dämons ändern: Der weibliche Dämon wird für gewöhnlich weiß, der männliche dunkel bis schwarz koloriert.

## Sonstiges
Bei zwei militärischen Treffen mit den Römern – beim Angriff der Römer auf Fidenae 426 v. Chr. sowie im Kampf der Römer mit den Tarquiniern 356 v. Chr. – soll jeweils eine Schar etruskischer Priester der jeweiligen Stadt als Tuchulchas verkleidet den römischen Truppen entgegengetreten sein. Die Priester waren mit (künstlichen) Schlangen im Haar und Masken bekleidet und schwenkten Schlangenattrappen sowie Fackeln. Das Auftauchen der verkleideten Priester sorgte bei beiden Treffen für Aufruhr und kurzzeitige Panik im römischen Heer, der Tumult konnte jedoch von den Befehlshabern und Offizieren eingedämmt werden und sogar zur erneuten Motivation der Römer umgemünzt werden; die Kriegslist der Etrusker ging nicht auf.
„Inde terror maximus fuit quod sacerdotes eorum facibus ardentibus anguibusque praelatis incessu furiali militem Romanum insueta turbaverunt specie. Et tum quidem velut lymphati et attoniti munimentis suis trepido agmine inciderunt; deinde, ubi consul legatique ac tribuni puerorum ritu vana miracula paventes inridebant increpabantque, vertit animos repente pudor et in ea ipsa quae fugerant velut caeci ruebant. Discusso itaque vano apparatu hostium, cum in ipsos armatos se intulissent, averterunt totam aciem castrisque etiam eo die potiti praeda ingenti parta victores reverterunt, militaribus iocis cum apparatum hostium tum suum increpantes pavorem.“
„Dann war der Schrecken am größten, weil ihre [der Etrusker] Priester mit brennenden Fackeln und mit Schlangen, durch wildes Einherschreiten [und den damit einhergehenden] ungewohnten Anblick den römischen Soldaten [=das röm. Heer] verwirrten. Und daraufhin stürzte [das Heer] freilich wie Verwirrte und Bestürzte in aufgeregter Marschordnung zu den eigenen Befestigungen; anschließend, sobald Konsul und Legaten wie Tribune die nach Art der Knaben sich vor eitlen Wundern Ängstigenden verlachten und schalten, wandt sich plötzlich Scham zu Mut und selbst auf das, vor dem sie geflohen waren wie Blinde, stürzten sie sich. Und so brachten sie sich zwischen die Bewaffneten selbst, nachdem der eitle Prunk der Feinde zerschlagen worden war, vertrieben die ganze Schlachtlinie, nahmen sogar am [selben] Tag das Lager, machten reiche Beute und kehrten als Sieger zurück, mit soldatischen Witzen schalten sie sowohl den Prunk der Feinde als auch besonders die [vormalige] Furcht.“